# بیت سیبر
بیت سیبر (به انگلیسی: Beat Saber) یک بازی رایانه‌ای به سبک بازی ریتم از شرکت بیت گیمز است که یک بازی مخصوص عینک‌های واقعیت مجازی از برندهای اچ‌تی‌سی وایو، آکیولوس ریفت و پلی‌استیشن وی‌آر است. این بازی نامزد بهترین بازی واقعیت مجازی سال در مراسم گیم آواردز ۲۰۱۸ شد.